# Mikwe Sprendlingen (Dreieich)

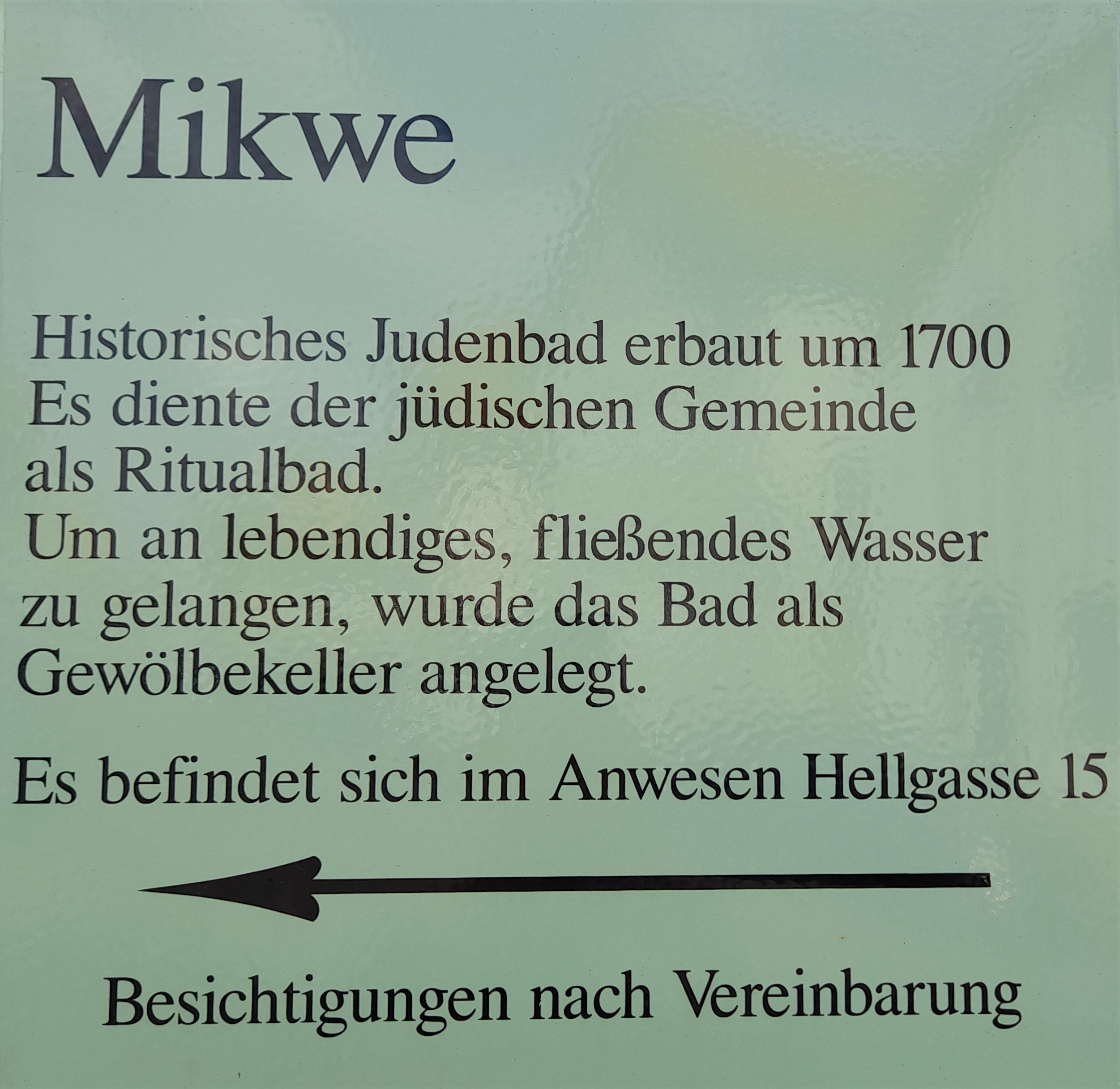
Infotafel über die Mikwe in Dreieich-Sprendlingen

Die Mikwe in Sprendlingen, heute ein Stadtteil von Dreieich im hessischen Landkreis Offenbach, wurde 1979 entdeckt. Die Mikwe an der Schulstraße 49 ist eines der wenigen noch vorhandenen Ritualbäder und ein geschütztes Kulturdenkmal.

## Lage und Datierung
Die ehemalige Mikwe liegt im früheren Kern des kleinen Ortes in der Schulstraße 49 bei der Hellgasse 15. Im Hinterhof eines landwirtschaftlichen Anwesens befindet sich der Raum heute in der dortigen Scheune. Über den Entstehungszeitraum und das Alter liegen keine Angaben vor. Anzusetzen ist sie nach den ersten Nachweisen einer jüdischen Gemeinde in Sprendlingen im 16. Jahrhundert und vor der Errichtung der Synagoge im Jahr 1830/31, da diese über ein eigenes Bad verfügte. Angelegt wurde die Mikwe wohl im 18. Jahrhundert und vermutlich in der zweiten Hälfte des 19. Jahrhunderts zugeschüttet. Der Zugang bestand wahrscheinlich noch um 1900, wurde aber mit der Errichtung des darüber liegenden Gebäudes endgültig verfüllt und 1979 vom Heimatverein Freunde Sprendlingens wiedergefunden.

## Beschreibung
An der Nordseite des aus dem Erdreich herausragenden Backsteingewölbes, das heute größtenteils abrissen ist, liegt eine Steintreppe als Zugang und führt ins Innere hinab. Die Treppe führt in ein Gewölbe, das eine Ausdehnung von 3,40 Meter mal 2,35 Meter hat und eine Deckenhöhe von 1,68 Meter aufweist. Die Mauern bestehen aus Bruchstein. Vom Gewölbe führen sieben Stufen in das Badebecken, das eine Größe von 1,30 Meter mal 1,10 Meter hat. Es besteht aus einer plattenbedeckten Ebene, wo sich das Grundwasser sammelte, das etwa 1,40 Meter hoch stand. Oberhalb dieser unteren Ebene befindet sich eine zweite Ebene, die mit Ziegelsteinen ausgelegt war und als Ablagefläche diente. Ein Schacht über dem Becken diente als Rauchabzug für ein Feuer, das zu Heizzwecken angemacht werden konnte.
1995 wurde das Becken restauriert und der Öffentlichkeit zugänglich gemacht. Die Mikwe liegt auf einem Privatgrundstück und ist nur nach vorheriger Anmeldung zugänglich.